# Aktobe

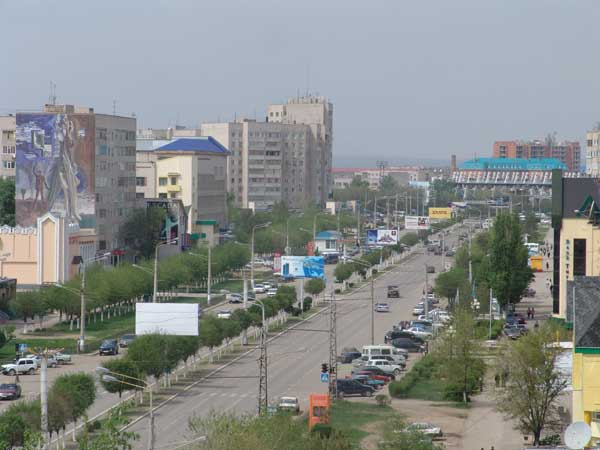
Pohled na prospekt Abylchair-chána

Aktobe (kazašsky Ақтөбе, přepisováno též Aktöbe; dlouho známé spíše pod ruským názvem Akťubinsk (Актюбинск)) je město v severozápadním Kazachstánu, na řece Ilek (přítok Uralu). Je hlavním a největším městem stejnojmenné oblasti. Žije zde přibližně 388 tisíc obyvatel; kromě dominantních Kazachů a Rusů zde mají své komunity také Tataři, Ukrajinci, Arméni, Čečenci, Židé a další.
Město vzniklo okolo stejnojmenné pevnosti založené roku 1891; název pochází z kazašských slov ақ (bílý) a төбе — (vrch.)
Na počátku 20. století byla ve městě zřízena stanice Transaralské magistrály, spojující Orenburg a Taškent.
Slavným rodákem je sovětský kosmonaut Viktor Ivanovič Pacajev.

## Geografie

### Podnebí
| Aktobe – podnebí            | Aktobe – podnebí | Aktobe – podnebí | Aktobe – podnebí | Aktobe – podnebí | Aktobe – podnebí | Aktobe – podnebí | Aktobe – podnebí | Aktobe – podnebí | Aktobe – podnebí | Aktobe – podnebí | Aktobe – podnebí | Aktobe – podnebí | Aktobe – podnebí |
| Období                      | leden            | únor             | březen           | duben            | květen           | červen           | červenec         | srpen            | září             | říjen            | listopad         | prosinec         | rok              |
| --------------------------- | ---------------- | ---------------- | ---------------- | ---------------- | ---------------- | ---------------- | ---------------- | ---------------- | ---------------- | ---------------- | ---------------- | ---------------- | ---------------- |
| Nejvyšší teplota [°C]       | 4,1              | 5,5              | 23,6             | 30,9             | 38,3             | 40,2             | 42,2             | 41,1             | 38,3             | 29,7             | 17,0             | 13,0             | 42,2             |
| Průměrné denní maximum [°C] | −8,4             | −7,6             | −0,5             | 13,7             | 22,6             | 28,4             | 30,1             | 28,6             | 21,7             | 11,9             | 0,8              | −5,9             | 11,3             |
| Průměrná teplota [°C]       | −12,4            | −12,1            | −5,4             | 7,5              | 15,2             | 20,9             | 22,8             | 20,9             | 14,5             | 6,3              | −3,0             | −9,8             | 5,4              |
| Průměrné denní minimum [°C] | −16,4            | −16,6            | −10,2            | 1,2              | 7,8              | 13,3             | 15,6             | 13,3             | 7,3              | 0,7              | −6,8             | −13,6            | −0,4             |
| Nejnižší teplota [°C]       | −39,6            | −39,3            | −36,4            | −16,4            | −3,8             | 0,9              | 6,0              | 1,6              | −7,4             | −13,6            | −30,4            | −41,5            | −41,5            |
| Průměrné srážky [mm]        | 25,2             | 22,0             | 25,5             | 27,6             | 31,4             | 39,3             | 30,8             | 29,0             | 20,2             | 27,3             | 27,8             | 29,8             | 335,9            |
| Zdroj: Погода Актобе        |                  |                  |                  |                  |                  |                  |                  |                  |                  |                  |                  |                  |                  |